# Spiceworld
Spiceworld – drugi w kolejności wydania album muzyczny popularnego w latach 90. żeńskiego zespołu Spice Girls, w składzie Emma Bunton (Baby Spice), Melanie Chisholm „Mel C” (Sporty Spice), Melanie Brown „Mel B” (Scary Spice), Victoria Beckham (Posh Spice) i Geri Halliwell (Ginger Spice). Jest to ostatnia płyta z udziałem Ginger, po jej opublikowaniu Geri Halliwell opuściła zespół w 1998. Album zawiera 10 utworów.
Nagrania w Polsce uzyskały status podwójnej platynowej płyty.

## Lista utworów
1. „Spice Up Your Life” (2:53)
2. „Stop" (3:24)
3. „Too Much” (4:31)
4. „Saturday Night Divas” (4:25)
5. „Never Give Up On The Good Times” (4:30)
6. „Move Over” (2:46)
7. „Do It” (4:04)
8. „Denying” (3:46)
9. „Viva Forever” (5:09)
10. „The Lady Is A Vamp” (3:09)

Utwory nie umieszczone na płycie, ale przypisane do albumu
- „Step To Me” – singiel wydany na potrzeby promocji napoju Pepsi
- „Walk Of Life” – B-side singla „Too Much”
- „Outer Space Girls” – B-side singla „Too Much”
- „Spice Invaders” – B-side singla „Spice Up Your Life”
- „Aint No Stopping Us Now” – B-side singla „Stop”
- „My Boy Lollipop”, „Leader of the Gang” i „Sound Off” – krótkie utwory nagrane specjalnie do filmu „Spice World”

## Single
- Move Over – lipiec 1997
- Step to Me – 28 lipca 1997
- Spice Up Your Life – 13 października 1997
- Too Much – 15 grudnia 1997
- Stop – 9 marca 1998
- Viva Forever – 20 lipca 1998
- Never Give Up on the Good Times – październik 1998
- The Lady is a Vamp – styczeń 1999

## Twórcy
Spice Girls
- Melanie Brown
- Victoria Beckham
- Melanie Chisholm
- Geri Halliwell
- Emma Bunton

Muzycy
- Snake Davis – flet
- Magnus Fiennes – instrumenty klawiszowe
- Kick Horns – instrumenty dente
- Shawn Lee – gitara, gitara basowa
- Steve Lewison – gitara basowa
- Mike „Milton” McDonald – gitara
- Matt Rowe – instrumenty klawiszowe
- Jon Themis – gitara akustyczna
- „Munter” Williams – gitara basowa